# سد باررو بلانکو
سد باررو بلانکو (به اسپانیایی: Barro Blanco Dam) یک سد در پاناما است که در استان چیریکی واقع شده‌است.